# Une femme au soleil
Une femme au soleil – en anglais A Woman in the Sun sous-titrée The Wise tramp – est un tableau réalisé par le peintre américain Edward Hopper en octobre 1961 à Truro, dans le Massachusetts. L'œuvre est conservée au Whitney Museum of American Art, à New York.

## Description
Cette huile sur toile est une scène de genre qui représente une femme nue debout dans la lumière du soleil entrant par l'une des fenêtres de sa chambre à coucher. L'auteur décrit un ciel d'une « teinte encore assourdie », visible par l'autre fenêtre. 
L'épouse de l'artiste Josephine Hopper a servi de modèle à cette « figure tragique de petite femme aux cheveux blond châtain clair raides, tenant une cigarette  avant d'enfiler combinaison […] chaussures noires à talons hauts sous le lit {…] Peau cherchant la thérapie chaude de cette lumière. »

## Parcours de l'œuvre
Vendu pour 15 000 $ aux époux Hackett en 1962-1963 (deux versements), ces derniers en firent don au musée pour leur 50e anniversaire de mariage en mémoire d'Edith et Lloyd Goodrich (en) (historien et amateur éclairé de Hopper et apparentés à Frances Goodrich devenu l'épouse de Albert Hackett, tous deux éminents scénaristes de l'industrie du cinéma à Hollywood).